# Ditrichum brevidens
Ditrichum brevidens är en bladmossart som beskrevs av Noguchi 1944. Ditrichum brevidens ingår i släktet grusmossor, och familjen Ditrichaceae. Inga underarter finns listade i Catalogue of Life.